# 下川みくに
下川 みくに（しもかわ みくに、1980年3月19日 - ）は、日本の歌手、女優、元アイドル、声優。北海道静内郡静内町（現・日高郡新ひだか町）出身。アワーソングスクリエイティブ所属。
身長155.2cm。とわの森三愛高等学校卒業。夫は声優の小山剛志。

## 来歴・人物
元々より歌手に憧れていた。高校卒業後の1998年、母親と一緒に東京に来た時に『DAIBAッテキ!!』初のオーディションの告知を見て、母親も応援してくれたことからこれに出場、ここで田中里奈・矢作美樹などと共に選ばれ、女性アイドルグループ「チェキッ娘」として、デビューを果たす。チェキッ娘IDは002であった。
チェキッ娘の時代は、『DAIBAッテキ!!』などで活躍するほか、熊切あさ美や町田恵と3人で「NEOかしまし娘」という同グループ内のユニットでも活動していた。その後は1999年3月末でチェキッ娘を退会する。ファンの支持を受け、ソロ活動を展開する。ソロデビューから約1年間は、広瀬香美のプロデュースを受けていた。その時には、バーニングプロダクション系列の事務所にいたこともあった。
6thシングル「Alone」以降は、アニメソングの分野でも活動している。テレビアニメ『フルメタル・パニック!』では声優としても参加している。近年はユニット「NapsaQ」としても、幅広い活動を展開している。
出身地である静内町の観光親善大使であり、合併後の新ひだか町からも、引き続きで任命されている。
台湾・台北市でライブを行って以来は、台湾・香港・中国・韓国など、アジアに活動の場を広げている。なお、名前の中国語表記は「下川美娜」である。
2009年8月5日発売のアルバム『翼 〜Very Best of Mikuni Shimokawa〜』が香港にて、IFPIのJ-POP・K-POP部門「2009年度香港ベストセールス大賞」を受賞した。
2012年2月14日、13歳（12学年）上の声優・小山剛志と結婚した。結婚後、歌手業は一時セーブしていたが、2017年7月19日に3rdベストアルバム「プラチナムベスト 下川みくに～青春アニソン・カバーアルバム」を発売。
同年9月16日のワンマンライブ「ただいま。」（東京・渋谷DESEO）開催より、歌手活動を再開している。

## エピソード
- 4人姉弟（女3人・男1人）の3番目（三女）として出生。実家は牧場を経営していた。ちなみに、飼っているのは牛で、名字はスリーラブという[14]。
- 両親や祖母ら家族の影響で子供の頃から歌うことが好きで、毎週日曜日には地元の教会で母が弾くオルガンに合わせて賛美歌を歌っていた[1]。「みくに」という名前は、その賛美歌の中で良く出てくる歌詞（「御国」など）に由来している[15][16]。また、祖母の家で良くカラオケで歌っていた[1]。
- 高校生時代はショートカットで、本人曰く「鼻などのパーツも似ていた」ことから「三愛の広末涼子」と呼ばれていたことがあった[1]。
- 高校生時代は吹奏楽部に所属していたことから、チェキッ娘オーディションの時は、トランペット演奏をわずかであるが披露している（この時演奏したのは、正露丸のCM曲）[1]。また、その後のワンマンライブでも、ジョニー・B.グッドと『Remember』（自分の曲）をわずかであるが披露したことがあった[14]。
- 実際の身長は154cmであることを明かしていたが、プロフィールに155cmと記載しているのは「キリがいいから」だという。2009年の健康診断では、155.2cmであった[14]。
- 好みのファッションは原色系の服[14]。
- 高校生のときから書いているという「マッパちゃん」（真っ裸だから）と「メットくん」（ヘルメット型の髪の毛だから）というオリジナルキャラクターがある。これをグッズ化したこともあったが、その採用率は低いという[14]。
- 鼻の大きさから鼻子という愛称で呼ばれている。
- よくパソコンで自分の名前を検索している[14]。
- Luxisの松下アドは、同じ高校の同じ女子寮仲間だった時からの友人[17]。
- スキップができなかったが、2011年9月に克服。
- 2024年1月21日に『三遊亭とむ改メ錦笑亭満堂 真打昇進興行〜満堂フェスin日本武道館〜』にチェキッ娘メンバーが再集結して出演した際、この興行を手伝ったアシスタントプロデューサーから内々に出演を相談され、下川自ら先頭に立ってメンバーに交渉して集めた[2]。
- バンド『カステラ』のギタリストの長谷川裕は親戚にあたる[18]。

## ディスコグラフィ

### シングル
| 枚   | 発売日         | タイトル                             | 規格品番   |
| ---- | -------------- | ------------------------------------ | ---------- |
| 1st  | 1999年4月28日  | BELIEVER 〜旅立ちの歌〜/アドレナリン | PCDA-01161 |
| 2nd  | 1999年7月28日  | If 〜もしも願いが叶うなら〜          | PCDA-01171 |
| 3rd  | 1999年10月20日 | 2000EXPRESS                          | PCDA-01193 |
| 4th  | 2000年2月17日  | surrender                            | PCDA-01198 |
| 5th  | 2000年6月7日   | Naked                                | PCDA-01403 |
| 6th  | 2000年12月6日  | Alone                                | PCCA-90003 |
| 7th  | 2002年2月20日  | tomorrow/枯れない花                  | PCCA-01644 |
| 8th  | 2002年8月21日  | TRUE/たった、ひとつの                | PCCA-01733 |
| 9th  | 2003年6月18日  | all the way                          | PCCA-01902 |
| 10th | 2003年9月3日   | それが、愛でしょう/君に吹く風        | PCCA-01927 |
| 11th | 2004年10月27日 | 悲しみに負けないで/KOHAKU            | PCCA-02092 |
| 12th | 2005年8月18日  | 南風/もう一度君に会いたい            | PCCA-02169 |
| 13th | 2007年3月14日  | Bird                                 | PCCA-02179 |
| 14th | 2008年12月3日  | イ〜じゃナイ!?                       | PCCA-02785 |
| 15th | 2009年2月18日  | 蕾 〜tsubomi〜                       | PCCA-02862 |
| 16th | 2010年7月21日  | 君がいるから                         | PCCA-03237 |

### アルバム
| 枚  | 発売日         | タイトル                                | 規格品番   |
| --- | -------------- | --------------------------------------- | ---------- |
| 1st | 2000年3月1日   | 39                                      | PCCA-01420 |
| 2nd | 2002年9月19日  | 392 〜mikuni shimokawa BEST SELECTION〜 | PCCA-01775 |
| 3rd | 2004年11月24日 | キミノウタ                              | PCCA-02101 |
| 4th | 2007年7月4日   | さよならも言えなかった夏                | PCCA-02465 |
| 5th | 2009年3月18日  | Heavenly                                | PCCA-02878 |
| 6th | 2018年7月4日   | ココロオト。                            | BNMK-0001  |

### ベストアルバム
| 枚  | 発売日        | タイトル                                                  | 規格品番   |
| --- | ------------- | --------------------------------------------------------- | ---------- |
| 1st | 2005年8月18日 | Mikuni Shimokawa Singles & Movies                         | PCCA-02170 |
| 2nd | 2009年8月5日  | 翼 〜Very Best of Mikuni Shimokawa〜                      | PCCA-02978 |
| 3rd | 2017年7月19日 | プラチナムベスト 下川みくに～青春アニソン・カバーアルバム | PCCA-50279 |

### タイアップ
| 楽曲                                        | タイアップ                                                               | 時期   |
| ------------------------------------------- | ------------------------------------------------------------------------ | ------ |
| Alone                                       | テレビアニメ『幻想魔伝 最遊記』エンディングテーマ                        | 2000年 |
| tomorrow                                    | テレビアニメ『フルメタル・パニック!』オープニングテーマ                  | 2002年 |
| 枯れない花                                  | テレビアニメ『フルメタル・パニック!』エンディングテーマ                  | 2002年 |
| TRUE                                        | テレビアニメ『ドラゴンドライブ』オープニングテーマ                       | 2002年 |
| たった、ひとつの                            | テレビアニメ『ドラゴンドライブ』エンディングテーマ                       | 2002年 |
| POPCORN                                     | OVA『HUNTER×HUNTER』エンディングテーマ                                   | 2003年 |
| all the way                                 | テレビアニメ『キノの旅』オープニングテーマ                               | 2003年 |
| それが、愛でしょう                          | テレビアニメ『フルメタル・パニック? ふもっふ』オープニングテーマ         | 2003年 |
| 君に吹く風                                  | テレビアニメ『フルメタル・パニック? ふもっふ』エンディングテーマ         | 2003年 |
| 悲しみに負けないで                          | テレビアニメ『グレネーダー 〜ほほえみの閃士〜』WOWOW版エンディングテーマ | 2004年 |
| KOHAKU                                      | テレビアニメ『グレネーダー 〜ほほえみの閃士〜』WOWOW版オープニングテーマ | 2004年 |
| 南風                                        | テレビアニメ『フルメタル・パニック! The Second Raid』オープニングテーマ  | 2005年 |
| もう一度君に会いたい                        | テレビアニメ『フルメタル・パニック! The Second Raid』エンディングテーマ  | 2005年 |
| Bird                                        | アニメ映画『キノの旅 病気の国 -For You-』主題歌                          | 2007年 |
| 藍色の空の下で                              | テレビアニメ『はぴはぴクローバー』エンディングテーマ                     | 2007年 |
| イ〜じゃナイ!?                              | テレビアニメ『BLUE DRAGON 天界の七竜』エンディングテーマ                 | 2008年 |
| Love song on the radio 〜Live in しんドル〜 | FM-FUJI『MUTUAL LOVE』エンディングテーマ                                 | 2008年 |
| Love song on the radio 〜Live in しんドル〜 | FM-FUJI『Music Spice!』火曜エンディングテーマ                            | 2008年 |
| 蕾 〜tsubomi〜                              | テレビアニメ『BLUE DRAGON 天界の七竜』エンディングテーマ                 | 2009年 |
| 翼 〜memories of maple story〜              | PCゲーム『メイプルストーリー』イメージソング                             | 2009年 |
| 君がいるから                                | テレビアニメ『FAIRY TAIL』エンディングテーマ                             | 2010年 |

### 企画盤
| 枚  | 発売日         | タイトル                                          | 収録曲 | 規格品番    |
| --- | -------------- | ------------------------------------------------- | --- | ----------- |
| 1st | 2003年12月17日 | Review 〜下川みくに青春アニソンカバーアルバム〜   | 1. 想い出がいっぱい 2. 残酷な天使のテーゼ 3. 輪舞-revolution 4. ETERNAL WIND〜ほほえみは光る風の中〜 5. 愛・おぼえていますか 6. LOVE SONG - 作詞：TOM / 作曲：高垣薫 / 編曲：上杉洋史 7. KUJIKENAIKARA! 8. ブルーウォーター - 作詞：来生えつこ / 作曲：井上ヨシマサ / 編曲：鈴木Daichi秀行 9. GooD-LucK - 作詞・作曲：小室哲哉 / 編曲：ats- 10. 夢光年 - 作詞：阿久悠 / 作曲：鈴木キサブロー / 編曲：華原大輔 11. Alone（cover version） | PCCA-01967  |
| 2nd | 2006年3月15日  | Remember 〜下川みくに青春アニソンハウスアルバム〜 | 1. 魂のルフラン 2. 水の星へ愛をこめて - 作詞：売野雅勇 / 作曲：ニール・セダカ / 編曲：Koma2Kaz 3. 悲しみよこんにちは 4. 願い事ひとつだけ 5. 約束はいらない 6. サクラサク 7. Be My Angel 8. コンディション・グリーン 〜緊急発進〜 - 作詞：田口俊 / 作曲：TSUKASA / 編曲：Koma2Kaz 9. 檄!帝国華撃団 - 作詞：広井王子 / 作曲：田中公平 / 編曲：Koma2Kaz 10. タッチ - 作詞：康珍化 / 作曲：芹澤廣明 / 編曲：ats- 11. City Hunter〜愛よ消えないで〜 - 作詞：麻生圭子 / 作曲：大内義昭 / 編曲：Koma2Kaz 12. ゆずれない願い 13. 雨にキッスの花束を - 作詞：岩里祐穂 / 作曲：KAN / 編曲：Sin 14. Bonus Track “Mikuni Shimokawa 青春アニソンMega-Mix” - 残酷な天使のテーゼ - 輪舞-revolution - KUJIKENAIKARA! - ETERNAL WIND 〜ほほえみは光る風の中〜 - 愛・おぼえていますか | PCCA-02180  |
| 3rd | 2007年12月19日 | Reprise 〜下川みくにアニソンベスト〜              | - Disc.1 1. 水の星へ愛をこめて 2. 魂のルフラン 3. 悲しみよこんにちは 4. 願い事ひとつだけ 5. 想い出がいっぱい 6. 残酷な天使のテーゼ 7. 輪舞-revolution 8. ETERNAL WIND 〜ほほえみは光る風の中〜 9. 愛・おぼえていますか 10. KUJIKENAIKARA! 11. そばかす - Disc.2 1. Alone 2. tomorrow 3. 枯れない花 4. all the way 5. それが、愛でしょう 6. 君に吹く風 7. 南風 8. もう一度君に会いたい 9. Bird 10. 藍色の空の下で 11. Life - 作詞・作曲：下川みくに / 編曲：松ヶ下宏之 | PCCA-025950 |
| 4th | 2008年3月19日  | 9 -Que!!- 下川みくにセルフカバーアルバム          | 1. BELIEVER 〜旅立ちの歌〜 2. Again 3. tomorrow 4. 枯れない花 5. たった、ひとつの 6. 南風 7. Alone 8. それが、愛でしょう 9. カナリア 10. Love song on the radio 11. 悲しみに負けないで 12. Remember 13. Two of one - 作詞：下川みくに / 作曲・編曲：Sin | PCCA-02652  |
| 5th | 2010年7月21日  | Replay! 〜下川みくに 青春アニソンカバー III〜     | 1. ウィーアー! 2. Over soul 3. ハレ晴レユカイ 4. Truth 5. プラチナ 6. 1/3の純情な感情 7. 君がいるから 8. XTC 9. only my railgun -ElectroJapricanMIX- 10. 時ノ雨 〜細多仁時雨 キャラクターソング〜 11. 南風 〜BBQ version〜 12. MIKUNI SHIMOKAWA ANISON MEGAMIX 2010(BONUS TRACK) - 残酷な天使のテーゼ - 魂のルフラン - 輪舞-REVOLUTION- - 約束はいらない - Truth - Over soul | PCCA-03209  |

## 出演

### テレビ番組
時期不明
- カラントダウン10（歌謡ポップスチャンネル／終了）
- LOVE LOVE あいしてる（終了）
- 爆笑そっくりものまね紅白歌合戦スペシャル（ゲスト、浜崎あゆみ、持田香織、ソニンのモノマネなど披露した。）

2003年
- アニぱら音楽館（レギュラーメンバー、1月 - 2006年4月）

2009年
- 森田一義アワー 笑っていいとも!（フジテレビ：8月27日、コーナーゲスト/チェキッ娘として）
- 天天向上（中国湖南衛視のバラエティー番組：ゲスト出演、11月27日）

2010年
- アニソ〜ンぷらす（テレビ東京：9月14日、21日）

2015年
- アニぱら音楽館（＃428、9月4日）

### Web番組
時期不明
- トリセツ15分前（あっ!とおどろく放送局：）
- 下川みくにのNo〜39!!!?（あっ!とおどろく放送局：）
- 下川みくに辞典（あっ!とおどろく放送局：）
- みくに童話（あっ!とおどろく放送局：）
- 話題人ランキング!!（あっ!とおどろく放送局：）
- みんなの願いを叶えたい!（あっ!とおどろく放送局）

2007年
- 392ROOM（あっ!とおどろく放送局：4月5日-2009年3月26日）
- 下川みくにが唄うアニソン・ワールド モッテコ書店 （12月27日）

### ラジオ番組
2000年
- 下川みくにのミクリックRadio（JFN系：4月 - 12月）

2001年
- ミクリックRADIO（1月4日 - 10月)
- しんドルパーラー（JFN 30局　10月-2003年）

2003年
- サタデーホットリクエスト（4月 - 2005年3月）
- 下川みくにと野川さくらの今夜もミックリサックリ（ラジオ関西・アニスタ.TV：10月 - 12月）
- 下川みくにのLoveMusic!（東海ラジオ：10月 - 2004年3月）

2005年
- 下川みくにの見えちゃうラジオ（東海ラジオ：10月8日〜2008年3月24日）
- みくに・あやなのモ〜とまらん!（11月〜2006年12月）

2006年
- 下川みくにのみくもりっ。（10月4日 - 2008年3月25日）

2007年
- 下川みくにのマッパちゃんとメットくん（Juscli：6月15日 - 2013年3月29日[21]）

2008年
- 下川みくにのぐるっと東海エコめぐり（東海ラジオ：4月4日 - 2010年4月3日）
- MUTUAL LOVE（FM-FUJI：10月5日 - 2009年12月27日）
- まなViVa（AIR-G'：10月 - 2009年3月28日）

2009年
- Loco Spirits!（FMヨコハマ：4月3日 - 2013年9月27日）

2010年
- 下川みくにのがんばれエコリーマン!（東海ラジオ、4月5日 - 放送中）※現在は『小島一宏 モーニングッド!』内の箱番組として放送
- Music Spice! 火曜（FM-FUJI：4月6日 - 2013年3月26日）

### 舞台
2007年
- R☆J LIVE LIVE!!（天王洲 銀河劇場：6月14日 - 6月17日・新神戸オリエンタル劇場：6月22日 - 6月24日、ミーナ 役）

2009年
- ROCKIN' JAM MUSICAL 2009（新国立劇場小劇場：9月5日 - 9月13日）

2010年
- チョコレートガールズ（シアターサンモール：2月10日 - 2月14日、長女・春奈 役）
- GRIPPER PRODUCE Vol.2「デビルマン 〜不動を待ちながら〜」（吉祥寺・前進座劇場：7月16日 - 7月19日、湖浜ミナモ 役）

2011年
- チョコレートガールズ2 〜チョコレートガールズVSアズキガールズ〜（前進座劇場：2月9日 - 14日）
- 元禄音楽劇『黒椿』（池袋あうるすぽっと：7月16日 - 24日、夕顔 役）[22]

### テレビアニメ
- フルメタル・パニック?ふもっふ（雨宮高美）

### ドラマCD
2010年
- リプル☆リプル Twinkle Show!（細多仁時雨、イメージソング『時ノ雨』歌唱）

### ナレーション
- アニソンぷらす（2009年2月）

### ライブ
- Touch Festival 2013（2013年）ベトナム・ホーチミン市青年文化会館で行われたライブで三線奏者の火野村豪と共演。

## 書籍

### 雑誌
- DUNK
- ザッピイ
- アップトゥボーイ
- 声優グランプリ
- hm3
- アニカン